# Arthur Donaldson
Arthur Donaldson (* 24. November 1734 in Philadelphia, Province of Pennsylvania; † 1797 in Philadelphia, Pennsylvania) war ein US-amerikanischer Schiffsbauer und Erfinder.

## Familie
William Donaldson, Arthurs Vater, wurde um 1690 in Glasgow in Schottland geboren († 1797 in Darby, Pennsylvania). Um 1725 heiratete er in County Down, Nordirland die Irin Margaret Townsend (* um 1704 County Down, Nordirland). Etwa 1727 wanderten sie nach Philadelphia aus, hier wurde Arthur Donaldson 1734 geboren. Nach anderen Angaben wurde er bereits 1726 in Belfast vor der Auswanderung nach Amerika geboren. Am 15. Dezember 1763 heiratete er Elizabeth Kaighn (* 1736 Haddonfield, New Jersey), sie hatten einen Sohn Isaac.

## Leben
Arthur Donaldson entwickelte eine Maschine, mit der man den Hafen ausbaggern konnte. Er nannte sie Hippopotamus. Sie wurde von einem Pferd angetrieben und von drei Männern bedient. Am 20. Januar 1774 präsentierte er das erste Modell dieser Maschine. Für diese Erfindung erhielt er 100 Pfund und die exklusive Nutzungsrechte für den Delaware River. 1785 schrieb Levi Hollingsworth an George Washington und berichtete ihm von dieser Erfindung. George Washington entwickelte die Idee, die Maschine auf einem Schiff zu installieren, um damit den fruchtbaren Schlamm vom Boden des Potomac River zu bergen und auf die Felder auszubringen.
1776 während des Amerikanischen Unabhängigkeitskriegs erhielt Arthur Donaldson den Auftrag Chevaux de frise herzustellen, die als Barrieren im Delaware River bei Fort Mifflin versenkt wurden, um den britischen Schiffen die Durchfahrt zu versperren. Außerdem sollte er eine Schwimmende Batterie bauen. Nach Kriegsende musste er zusammen mit Levi Hollingsworth die Barrieren wieder aus dem Fluss entfernen und sie erhielten hierfür eine Summe von 11.000 Pfund.
Im Februar 1786 stellte ihm John Fitch seine Pläne für ein Dampfschiff vor und diskutierte es mit ihm. Kurze Zeit später erfuhr John Fitch, dass Arthur Donaldson die alleinigen Rechte zum Betreiben eines Dampfbootes in Pennsylvania anstrebte. Fitch bemühte sich nun selbst darum diese Rechte zu erlangen und erhielt sie schließlich im Januar 1787.